# Milan Lazarević
Milan Lazarević (serbisch-kyrillisch Милан Лазаревић; * 11. Juli 1948 in Belgrad, SFR Jugoslawien) ist ein ehemaliger jugoslawisch-serbischer Handballspieler und Handballtrainer. 

## Karriere
Milan Lazarević spielte für den RK Palilulac und von 1967 bis 1974 für den RK Roter Stern Belgrad.
In Deutschland spielte der 1,88 m große linke Rückraumspieler für den unterklassigen TuS Nettelstedt. Neben dem Hallenhandball war er mit Nettelstedt auch erstmals im Feldhandball aktiv. 1975 erreichte die Mannschaft das Endspiel um die letztmals ausgetragene Deutsche Feldhandballmeisterschaft, das mit 14:15 gegen die TSG Haßloch verloren ging. Lazarević war mit sechs Treffern bester Torschütze des Spiels. Mit Nettelstedt stieg er 1976 in die Bundesliga auf. Während der Spielzeiten 1975/76 und 1976/77 leistete er seinen Militärdienst in Jugoslawien ab. In dieser Zeit lief er wieder für Belgrad auf. Nach seiner Rückkehr gewann er den DHB-Pokal 1981 und den Europapokal der Pokalsieger 1980/81.
Ab Januar 1982 war er Trainer in Nettelstedt.
In der Saison 1989/90 trainierte er den deutschen Zweitligisten Tuspo Nürnberg. Bis 1996 war er beim Turnverein 1896 Heilsbronn Trainer.
Mit der jugoslawischen Nationalmannschaft gewann Lazarević bei der Weltmeisterschaft 1970 und bei der Weltmeisterschaft 1974 die Bronzemedaille. Bei den Olympischen Spielen 1972 in München warf er 27 Tore in sechs Partien und wurde mit Jugoslawien Olympiasieger. Zudem wurde er zum besten Spieler des Turniers gewählt. In Jugoslawien folgte die Wahl zum Handballer des Jahres 1972.
Seit 1974 lebt Lazarević in Nürnberg. Der Maschinenbauingenieur ist geschieden und hat zwei Kinder.